# Андира
Андира (порт. Andirá)  —  муниципалитет в Бразилии, входит в штат Парана. Составная часть мезорегиона Север Пиунейру-Паранаэнси. Входит в экономико-статистический  микрорегион Корнелиу-Прокопиу. Население составляет 23 200 человек на 2006 год. Занимает площадь 234,802 км². Плотность населения — 98,8 чел./км².

## История
Город основан 28 января 1944 года.

## Статистика
- Валовой внутренний продукт на 2003 год составляет 193 070 665,00 реалов (данные: Бразильский институт географии и статистики).
- Валовой внутренний продукт на душу населения на 2003 год составляет 8582,83 реалов (данные: Бразильский институт географии и статистики).
- Индекс развития человеческого потенциала на 2000 год составляет 0,742 (данные: Программа развития ООН).

## География
Климат местности: субтропический. В соответствии с классификацией Кёппена, климат относится к категории Cfa.